# Делльмензинген, Конрад Краффт фон
Ко́нрад Кри́стоф Ге́нрих Краффт фон Делльмензи́нген (нем. Konrad Christoph Heinrich Krafft von Dellmensingen; 24 ноября 1862, Лауфен, Верхняя Бавария — 21 февраля 1953, Зеесхаупт, Бавария) — немецкий военачальник, генерал артиллерии Германской имперской армии. Кавалер ордена Pour le Mérite с дубовыми листьями.

## Биография
В 1881 году вступил в Баварскую армию, после окончания Баварской военной академии в 1894 году служил в нескольких частях и в Генеральном штабе баварской армии, а также в Генеральном штабе в Берлине. В 1908 году служил в баварском военном министерстве. С октября 1912 года — начальник генерального штаба баварской армии.
В начале Первой мировой войны Краффт возглавил штаб 6-й армии под командованием кронпринца Рупрехта Баварского, которая состояла преимущественно из баварских частей. Участвовал в приграничном сражении в Лотарингии и в боях, известных как «Бег к морю».
После того, как Италия вступила в войну на стороне Антанты, Делльмензинген в мае 1915 года возглавил Альпийский корпус и подавил итальянское наступление в Доломитовых Альпах, не позволив итальянской армии продвинуться вперёд.
Осенью 1915 года принял участие во вторжении в Сербию. Летом 1916 года переведён на Западный фронт, где Альпийский корпус принял участие в битве при Вердене. Осенью 1916 года принял участие во вторжении в Румынию, вступившую в войну на стороне Антанты.
В марте 1917 года вновь переведён на Западный фронт, где возглавил штаб группы армий герцога Альбрехта Вюртембергского. В сентябре 1917 года возглавил штаб новосформированной 14-й армии под командованием Отто фон Белова и принял участие в планировании битве при Капоретто. Наступление должно было быть ограниченным, чтобы предотвратить крах австро-венгерской армии, но, во многом благодаря плану Краффта, оно было настолько успешным, что почти полностью вывело из строя итальянскую армию, которая была вынуждена полностью отступить к реке Пьяве.
Краффт оставался начальником штаба Белова даже после того, как последний возглавил новосформированную 17-ю армию в феврале 1918 года и принял участие в Весеннем наступлении, в котором 17-я армия подавила 3-ю британскую армию под командованием Джулиана Бинга, но, тем не менее, не достигла поставленной цели.
В апреле 1918 года возглавил Баварский корпус. К концу войны Краффт вместе со своим корпусом вновь был переброшен на Итальянский фронт, где пытался предотвратить прорыв фронта и распад австро-венгерской армии.
После окончания войны вышел в отставку 4 декабря 1918 года. Краффт остался горячим сторонником восстановления баварской монархии, посвятил себя историческим исследованиям и участвовал в подготовке к публикации официальной истории баварской армии в Первой мировой войне.

## Воинские звания
- 6 августа 1881 — фендрик
- 1 апреля 1883 — второй лейтенант
- 12 июня 1892 — первый лейтенант
- 17 марта 1897 — Гауптман
- 22 апреля 1904 — майор
- 7 июля 1907 — оберст-лейтенант
- 19 декабря 1909 — оберст
- 1 октября 1912 — генерал-майор
- 19 мая 1915 — генерал-лейтенант
- 8 апреля 1918 — генерал артиллерии

## Награды
- Орден «За военные заслуги»
  - 4-го класса
  - 3-го класса
  - большой крест с мечами
- Медаль принца-регента Луитпольда
- Орден Красного орла
  - 3-го класса
- Pour le Mérite
  - с дубовыми листьями
- Орден «За военные заслуги» (Вюртемберг)
- Военный орден Максимилиана Иосифа
  - большой крест
- Орден Железной короны (Австро-Венгрия)
  - 1-го класса